# Курилівці
Кури́лівці — село в Україні, у Жмеринській міській громаді Жмеринського району Вінницької області.

## Природні умови
Серед підвищень і спусків у долини (левади) лежать розлогі галявини, які колись оточували лісові масиви. В урочищі Крутої гори в землянках селились перші поселенці. Струмкова вода, медозбір від лісових бджіл, можливість полювання на дикого звіра, вільна незайнята земля — все це приваблювало людей. Тут вони займались землеробством, розводили домашніх тварин, птицю. Село губилося в лісі, що сприяло його захисту від нападу чужинців і грабіжників.

## Історія
Село губилося в лісі, що сприяло його захисту від нападу чужинців і грабіжників. Воно існувало задовго до першої письмової згадки про нього:
|  | В опустошенному виде Куриловцы даровані польським королем Сигізмундом в 1550 році в потомственне володіння козаку Богдану Звенигородському», — пише Михайло Грушевський в книзі «Барське старостатство» |

.
Богдан був єдиним сином із брацлавської займанщини. Після отриманого володіння його звали Звенигородець-Курилівський. В люстраціях (переписі) 1564 року стверджується, що село Курилівці підпорядковувалось Барському замку. Богдан Звенигородський-Курилівський був одружений з сестрою барського старости.
Колонізація і витіснення місцевих поміщиків польською шляхтою в цей період проходили бурхливо. На окремі села по декілька раз видавались жалувані грамоти, а вони продовжували залишатись за попереднім власником. Так було з селами Лопатинці, Кудіївці, Сербинівці. Польська шляхта поспішала прибрати до
рук землі і людей Подільського багатого краю.
У лісовому урочищі «Поляни» роками диміли, курили. Тут промисловим способом із березової кори і березини добували дьоготь. Його використовували в побуті для змащування ялових чобіт, у лікарській справі, ним змащували осі у возах. Курили отримали назву через дим, що постійно клубився над ними. Процес гонки дьогтю проходив так: березові цурки і кору складали в формі піраміди. В її центрі розміщували витяжку трубу. Основа піраміди мала нахил, по якому стікав дьоготь. Всю поверхню складеної кори і деревини покривали землею (дерном), залишаючи вузь- і сіл підпалу, а коли дрова добре горіли, рішали землею. Процес горіння проходив без достатнього доступу кисню, тліючи і розвиваючи висока температуру, виганяючи з березини дьоготь — в'язку маслянисту рідину з своєрідним запахом. Дьоготь в той час мав великий попит. Лише поміщик Потоцький в своїх лісах організовував виробництво поташу та дьогтю. На основі такого промислу виникло і село Будьки. Деревне вугілля, що використовувалось в кузнях, добували цим же способом, тільки з твердих порід деревини. Попіл і залишки деревини утворили два горби. Колгосп використовував їх для удобрення полів як мінеральне добриво, особливо при вирощуванні цукрових буряків. Залишки цих горбів згорнули в 1968 році в став. Про курили і їх місце в історії села Куриловець писав місцевий вчитель Олексій Антонович Гамей. Ймовірно, що назва села від димучих курил — Курилівці, як і назва села Будьки від перших жилих буд, де жили виробники поташу в графа Потоцького.
Існує інша версія про с. Куриловці: ніби-то серед перших поселенців жив впливовий чоловік на прізвище Курила. За його прізвищем і пішла назва села, які ще називали Зелені Курилівці. 1907 р. володар ставу Григорій Карнаух виявив димогарну трубу курила в ставу, її не змогли витягти дві пари волів.Кажуть що на греблі Панського ставка колись стояв водяний млин,,сліди від якого можна знайти там і досі. У селі на сьогоднішній день популярне самогоноваріння. 
Якщо сусіднє село Головченці зазнало п'ять спустошливих нападів кримських татар, то Курилівці завдяки своєму розташуванню лише 1567 році, як і с. Головченці, було спалено, людей врятував ліс. Після цього розорення мешканці переселилися за річку, де і знаходиться сьогодні село.
За поміщика Габріеля виник хутір, названий за прізвищем управителя панського маєтку Миколюків. З 1607 р. Курилівцями володів шляхтич з роду Леніконських, а в 1665 р. — пан М'яковський, в 1765 р. — Ростовський, в 1787 р. село купив войський подільський Андрій Одинець.
Пани дбали за свої прибутки, посилюючи кріпосну залежність селян, шукаючи зиск від використання їх праці. Люди бідували, ледь зводячи кінці з кінцями. Про бідність села говорить наступне.
Церква в селі почала діяти з 19 липня 1814 р., її перебудували з дерев'яної на дерев'яну 1869 р., бо вона не мала кам'яного підмурку. У новозбудованій був змурований міцний фундамент, на який поставили дубові масивні підвалини (маурлати), на них вона стоїть 143 роки, не піддаючись руйнуванню. Перелічені володарі села не залишили після себе панських маєтків, як це було в інших селах: Демидівці, Чернятині, Северинівці, Стодульцях, Потоках.
Лише 1910 р. сільська громада за свої кошти будує приміщення для народної школи. Першим учителем був Хільчук С. К. Коли був оголошений конкурс на продаж Барського староства (1789 р.), у списку сіл Куриловець немає. Їх продали раніше.
При минувщину і сьогодення с. Куриловець нагадує джерело Ревуха. Знаходиться воно в південно-східному напрямку від села, недалеко від вапнякового кар'сру, у низині, в оточенні верб. Колись це буде досить потужне джерело. Свою назву Ревуха отримало за шум (рев), який було чути в село, що знаходиться на значній відстані від нього. Вода приваблює своїми смаковими і цілющими властивостями. Для дослідження її посилали в лабораторію міста Одеси, Колись планували відкрити цех в с. Курилівцях по розливу мінеральної води. Ревуха чекає свого часу. 
12 червня 2020 року, відповідно до Розпорядження Кабінету Міністрів України від  № 707-р «Про визначення адміністративних центрів та затвердження територій територіальних громад Вінницької області», увійшло до складу Жмеринської міської громади. 
19 липня 2020 року, в результаті адміністративно-територіальної реформи та ліквідації Жмеринського району, село увійшло до складу новоутвореного Жмеринського району.

## Відомі люди
- Турець Володимир Григорович — український співак, Народний артист України.